# Monastère de Po Lin
Le monastère de Po Lin (chinois simplifié : 宝莲禅寺 ; chinois traditionnel : 寶蓮禪寺 ; pinyin : Bǎo lián Chán sì), littéralement « Temple du Précieux Lotus Zen ») est un monastère bouddhiste de Hong Kong situé sur l'île de Lantau, dans le village de Ngong Ping.
Fondé en 1906 par trois moines originaires de Pékin, il a pris son nom actuel en 1924.
Le Bouddha de Tian Tan, une gigantesque statue de Bouddha qui domine la montagne, terminé en 1993, est une extension du monastère.

## Galerie

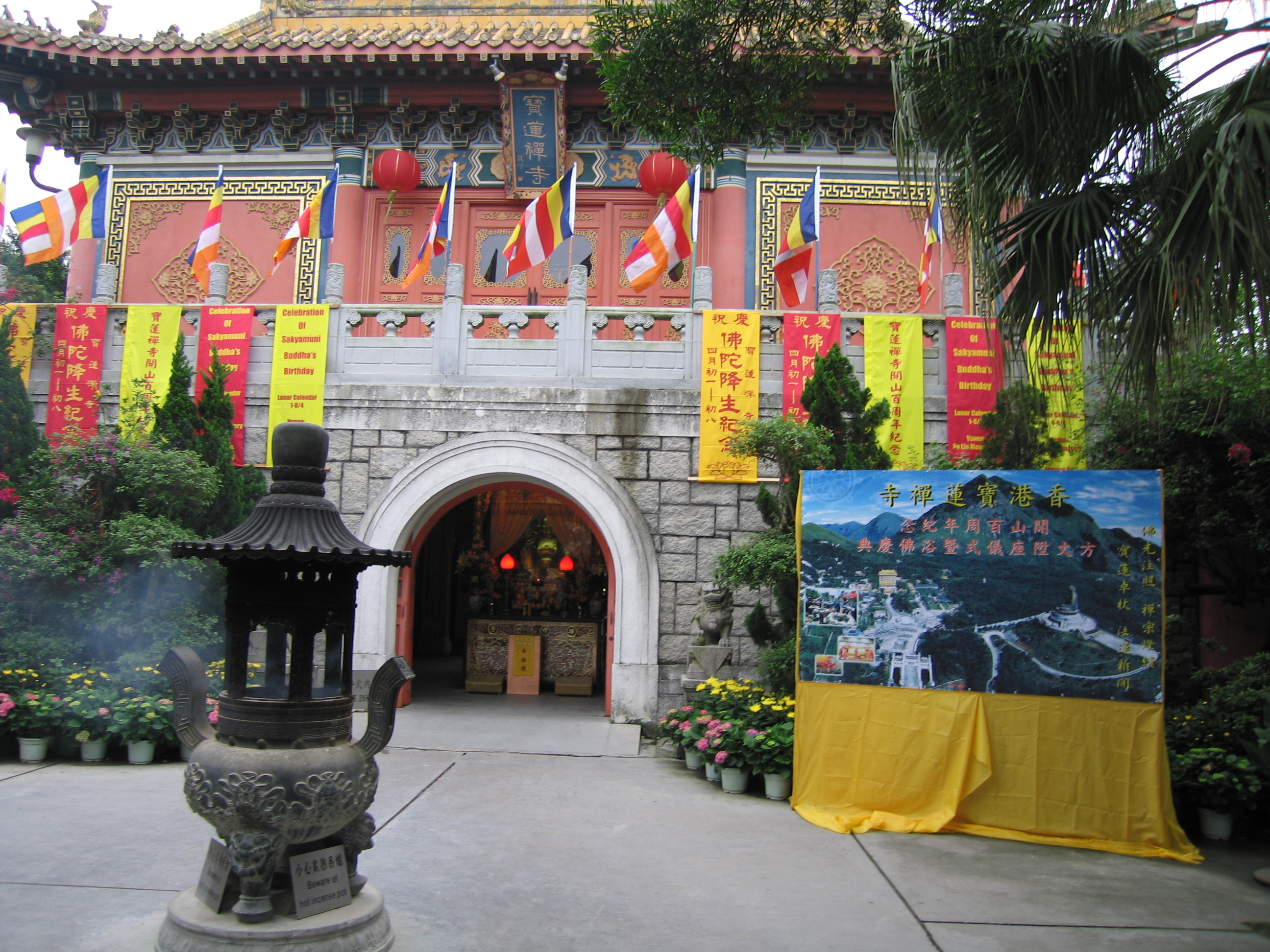
Temple principal du monastère de Po Lin.
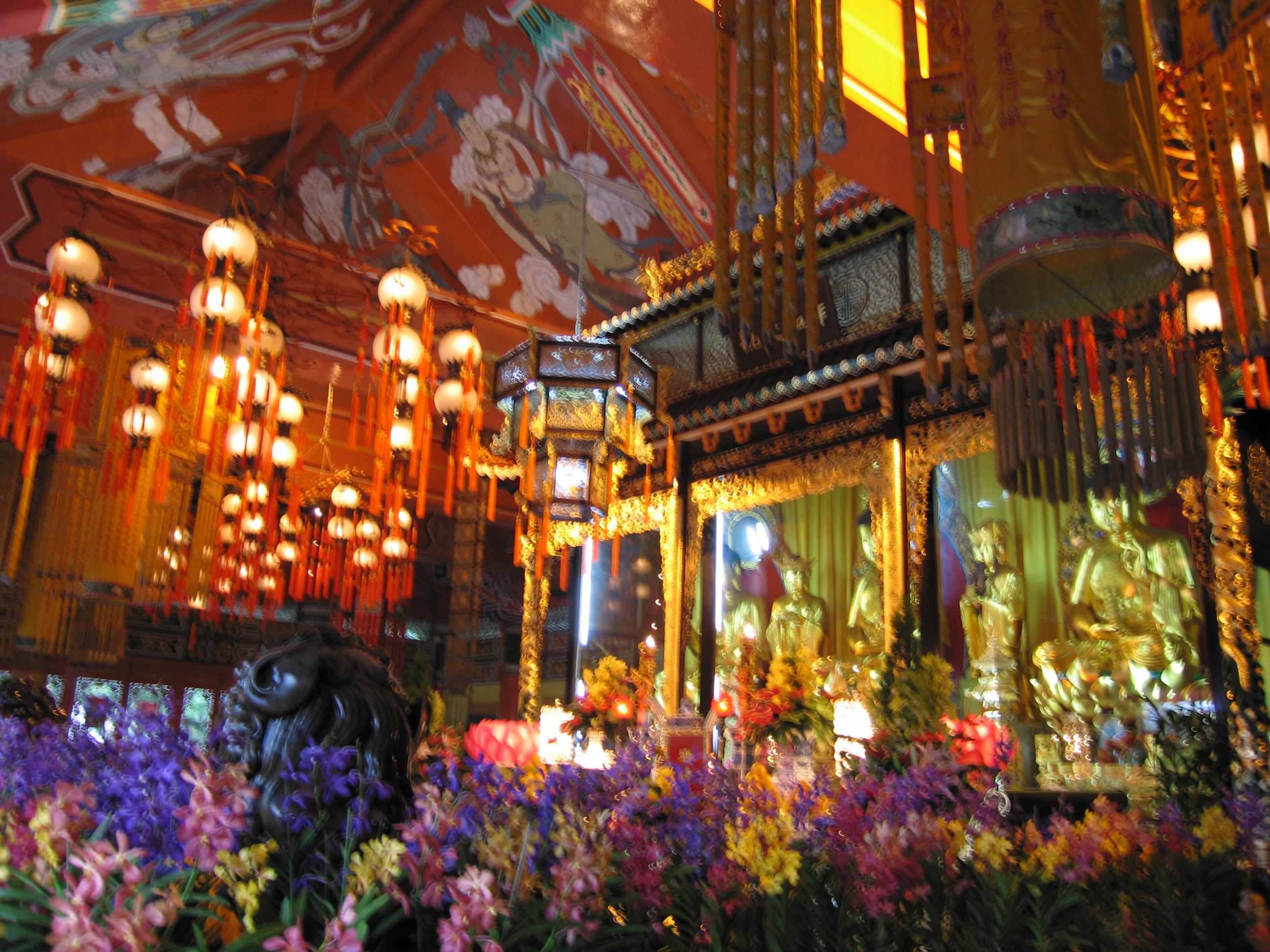
Intérieur du monastère de Po Lin.